# كارمن برناردوس
كارمن برناردوس (16 أغسطس 1927 - 5 يوليو 2021)، هي ممثلة إسبانية.